# 津山中継局
津山中継局（つやまちゅうけいきょく）は岡山県津山市黒沢山にあるテレビジョン放送とFMラジオ放送の大規模中継局である。出力、受信世帯数とも岡山県内では親局の金甲山送信所に次いで第2位で、中継局としては岡山県内最大規模の基幹局である。

## 放送区域
地上デジタル放送におけるこの中継局の電波法に定める放送区域（1mV/m）は岡山県津山市、美作市、鏡野町、勝央町、奈義町及び美咲町の各一部、約4万5千世帯である。
津山市中心部のほか津山盆地のほぼ全域で受信が可能である。盆地北限に位置する当局に対してアナログ放送では盆地南限の神南備山に津山南中継局があり、こちらにも全局が置局しているのでアナログ放送ではこちらを受信している世帯もある。その他に季節混信対策として鳥山に設置されている津山東中継局もあるが、こちらはNHK総合テレビのみが置局している。いずれもデシタル放送では津山中継局からの受信に一本化されるため、それら中継局はアナログ放送終了と同時に廃局になる。

## 歴史
- 1960年（昭和35年）9月1日 - NHK岡山放送局総合テレビジョンおよびRSK山陽放送津山中継局開局。
- 1963年（昭和38年）2月1日 - NHK岡山放送局教育テレビジョン津山中継局開局。
- 1966年（昭和41年）2月15日 - NHK岡山放送局FM放送津山中継局開局。
- 1986年（昭和61年）3月12日 - RNC西日本放送津山中継局開局。
- 1999年（平成11年）4月1日 - 岡山エフエム放送津山中継局開局。
- 2007年（平成19年）11月26日 - 全局地上デジタルテレビジョン放送試験放送開始。
- 2007年（平成19年）12月17日 - 全局地上デジタル放送本放送開始。

### 地上デジタル放送
津山中継局のデジタル化は岡山・香川で地上デジタル放送が開始してから約1年後のことである。金甲山親局に次ぐ岡山県第2の基幹送信所のため、県内の中継局の先陣を切ってのデジタル化であったが、開局時期はより小規模な備前中継局に次いで第3局目となった。
2007年11月8日、中国総合通信局より津山中継局放送事業者全局に予備免許が交付され、同月26日から試験放送を開始、翌12月17日に本放送を開始した。
デジタル放送では津山中継局全局がUHFローチャンネル帯を使用しているが、それまでのアナログ放送のうちUHF帯においてはハイチャンネル帯が使用されていたため、各世帯の受信アンテナでそれまでのアナログ用UHFアンテナを流用するにはそれがオールバンド用（もしくはローバンド用）である必要がある。ハイチャンネル用のアンテナでは電界強度によっては利得が不足し十分な受信レベルが得られない可能性があるため、その場合にはローチャンネル用もしくはオールチャンネル用のUHFアンテナを新設しなければならない。

## 施設
中継局は全局が津山市中部、津山盆地の北限にある標高668メートルの黒沢山東尾根に設置されている。
アナログ放送ではNHK岡山放送局・RSK山陽放送・OHK岡山放送の先発3社は局舎・鉄塔・アンテナともすべて単独で使用しているが、RNC西日本放送、KSB瀬戸内海放送、TSCテレビせとうちの後発3社は局舎・鉄塔・アンテナとも共同で使用している。NHK-FMはNHKアナログテレビと、岡山FMはRSK山陽放送のアナログテレビとそれぞれ共用していて、NHK-FMは局舎・鉄塔・アンテナのすべてを共用しているがFM岡山はアンテナのみを単独で使用している。
またデジタル放送では既存NHK局舎の隣に新たな局舎・鉄塔・アンテナを建て、全局が共同で使用している。

## 地上デジタルテレビジョン放送送信設備
| リモコンキーID                                                              | 放送局名          | 物理チャンネル | 空中線電力 | ERP  | 放送対象地域   | 放送区域内世帯数 |
| --------------------------------------------------------------------------- | ----------------- | -------------- | ---------- | ---- | -------------- | ---------------- |
| 1                                                                           | NHK岡山総合       | 22ch           | 50W        | 510W | 岡山県         | 約4万5千世帯     |
| 2                                                                           | NHK岡山教育       | 13ch           | 50W        | 510W | 全国           | 約4万5千世帯     |
| 4                                                                           | RNC西日本放送     | 15ch           | 50W        | 510W | 岡山県・香川県 | 約4万5千世帯     |
| 5                                                                           | KSB瀬戸内海放送   | 17ch           | 50W        | 510W | 岡山県・香川県 | 約4万5千世帯     |
| 6                                                                           | RSK山陽放送       | 19ch           | 50W        | 510W | 岡山県・香川県 | 約4万5千世帯     |
| 7                                                                           | TSCテレビせとうち | 14ch           | 50W        | 520W | 岡山県・香川県 | 約4万5千世帯     |
| 8                                                                           | OHK岡山放送       | 16ch           | 50W        | 550W | 岡山県・香川県 | 約4万5千世帯     |
| ※全局に指向性あり ※全局局名は津山局 ※中継局であるためコールサインは存在せず |                   |                |            |      |                |                  |

## 地上アナログテレビジョン放送送信設備
| チャンネル | 放送局名          | 空中線電力        | ERP                  | 放送対象地域   | 放送区域内世帯数 |
| --- | ----------------- | ----------------- | -------------------- | -------------- | ---------------- |
| 2- | NHK岡山総合       | 映像75W/音声18.5W | 映像145W/音声36W     | 岡山県         | -                |
| 7- | RSK山陽放送       | 映像75W/音声18.5W | 映像140W/音声35W     | 岡山県・香川県 | -                |
| 12+ | NHK岡山教育       | 映像75W/音声18.5W | 映像130W/音声32W     | 全国           | -                |
| 56- | TSCテレビせとうち | 映像500W/音声125W | 映像4.7kW/音声1.15kW | 岡山県・香川県 | -                |
| 58- | RNC西日本放送     | 映像500W/音声125W | 映像4.7kW/音声1.15kW | 岡山県・香川県 | -                |
| 60 | OHK岡山放送       | 映像500W/音声125W | 映像6.6kW/音声1.65kW | 岡山県・香川県 | -                |
| 62- | KSB瀬戸内海放送   | 映像500W/音声125W | 映像4.7kW/音声1.15kW | 岡山県・香川県 | -                |
| ※2ch、7ch、12chは無指向性、その他は全局に指向性あり ※全局局名は津山局 ※中継局であるためコールサインは存在せず ※12chはオフセット+10kHz局※12ch、60ch以外は全局オフセット-10kHz局 ※NHK総合の2ch、NHK教育の12chはともに近畿2府4県（親局は生駒山テレビ・FM送信所）や沖縄本島と同じ周波数。岡山・香川地区では高梁中継局も同じ周波数。 |                   |                   |                      |                |                  |

## FMラジオ放送送信設備
| 周波数（MHz）                                        | 放送局名  | 空中線電力 | ERP  | 放送対象地域 | 放送区域内世帯数 |
| ---------------------------------------------------- | --------- | ---------- | ---- | ------------ | ---------------- |
| 80.4                                                 | FM岡山    | 100W       | 160W | 岡山県       | 約4万1千世帯     |
| 85.5                                                 | NHK岡山FM | 100W       | 160W | 岡山県       | 約4万1千世帯     |
| ※全局局名は津山局 ※FM岡山は指向性あり、NHKは無指向性 |           |            |      |              |                  |